# Nemanja Nenadić
Nemanja Nenadić (serb. Немања Ненадић; ur. 2 stycznia 1994 w Belgradzie) – serbski koszykarz, występujący na pozycjach rozgrywającego lub rzucającego obrońcy, od 2023 zawodnik CSP Limoges.
9 lipca 2021 został zawodnikiem Zastalu Enea BC Zielona Góra.
W sezonie 2021/2022 uzyskał dwunaste w historii Polskiej Lidgi Koszykówki triple-double (18 punktów, 11 zbiórek, 10 asyst), w spotkaniu ze PGE Spójnią Stargard.
24 czerwca 2022 dołączył do hiszpańskiego CB Breogán. 13 lipca 2023 zawarł umowę z francuskim CSP Limoges.
03 grudnia 2024 podpisał kontrakt z AMW Arką Gdynia.

## Osiągnięcia
Stan na 16 stycznia 2024, na podstawie, o ile nie zaznaczono inaczej.

### Drużynowe
- Mistrz:
  - Ligi Adriatyckiej (2019)
  - Serbii (2019)
- Wicemistrz Serbii (2018)
- Zdobywca:
  - Superpucharu:
    - Ligi Adriatyckiej (2018)
    - Polski (2021)[6]
- Finalista Pucharu Serbii (2019)

### Indywidualne
- MVP kolejki Ligi Adriatyckiej (21 – 2020/2021)
- Zaliczony do I składu kolejki EBL (13, 23 – 2021/2022)[7][8]

### Reprezentacja
- Uczestnik uniwersjady (2017 – 4. miejsce)